# Schweiggers
Schweiggers je městys v Rakousku ve spolkové zemi Dolní Rakousy v okrese Zwettl. Žije v něm 1 993 obyvatel (podle sčítání z roku 2016).

## Poloha
Schweiggers se nachází v severozápadní části spolkové země Dolní Rakousy v regionu Waldviertel. Leží 10 km severozápadně od Zwettlu. Na jeho území pramení Rakouská Dyje. Rozloha městysu činí 58,55 km², z nichž 25 % je zalesněných.

### Členění
Území městyse Schweiggers se skládá z šestnácti částí (v závorce uveden počet obyvatel k 1. lednu 2015):
- Großreichenbach (122)
- Kleinwolfgers (64)
- Limbach (242)
- Mannshalm (109)
- Meinhartschlag (25)
- Perndorf (85)
- Reinbolden (15)
- Sallingstadt (266)
- Schwarzenbach (57)
- Schweiggers (798)
- Siebenlinden (149)
- Streitbach (53)
- Unterwindhag (85)
- Vierlings (10)
- Walterschlag (68)
- Windhof (39)

## Historie
První písemná zmínka pochází z roku 1182 jako Swichers. Jméno pochází ze staroněmeckého křestního jména Swidger. Název se v průběhu staletí měnil, jako Schweiggers byla obec známa až kolem roku 1643. Tržní právo Schweiggers získal v roce 1394, proto se v centru městečka nachází rozsáhlé náměstí.

## Galerie

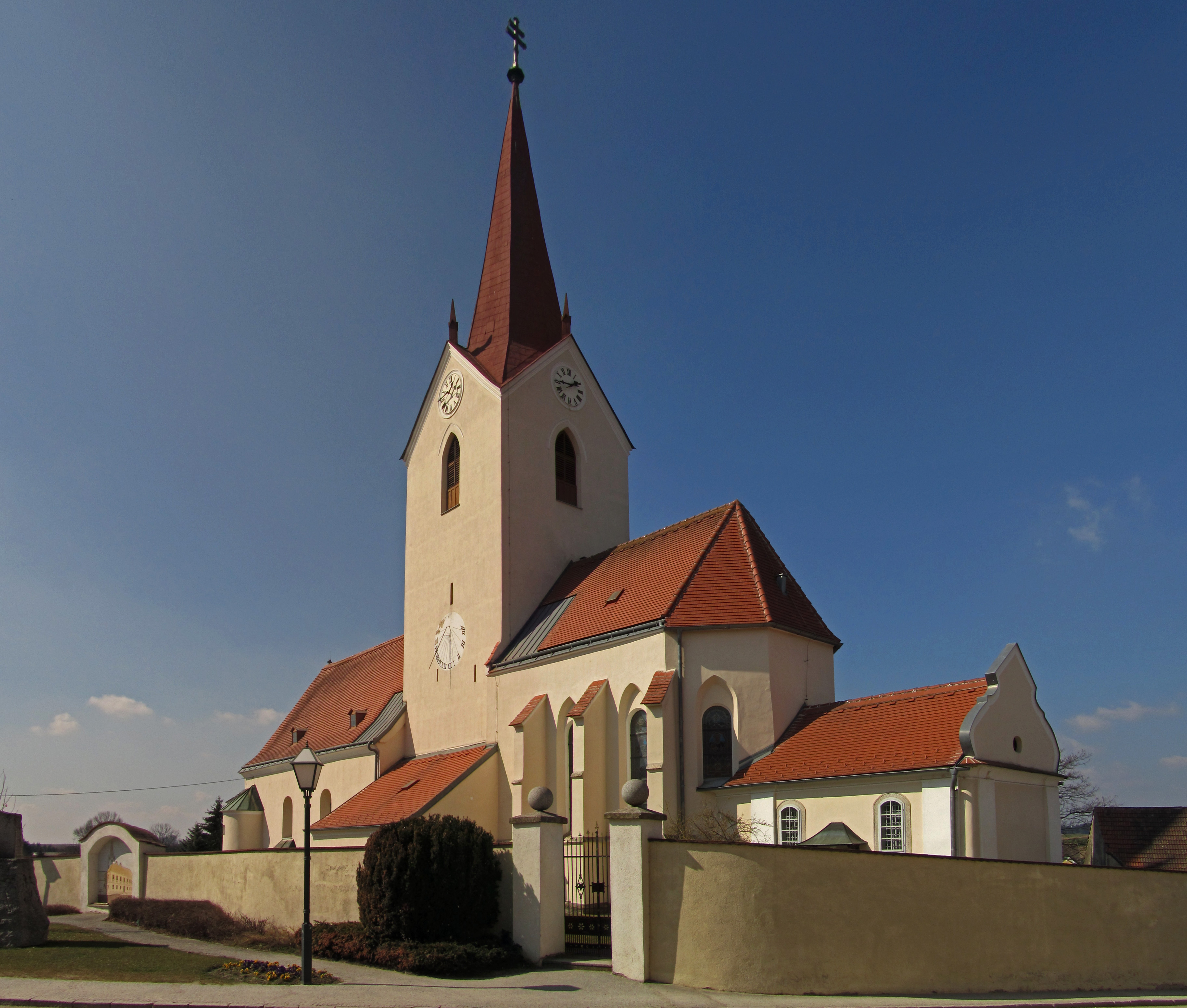
Farní kostel ve Schweiggers
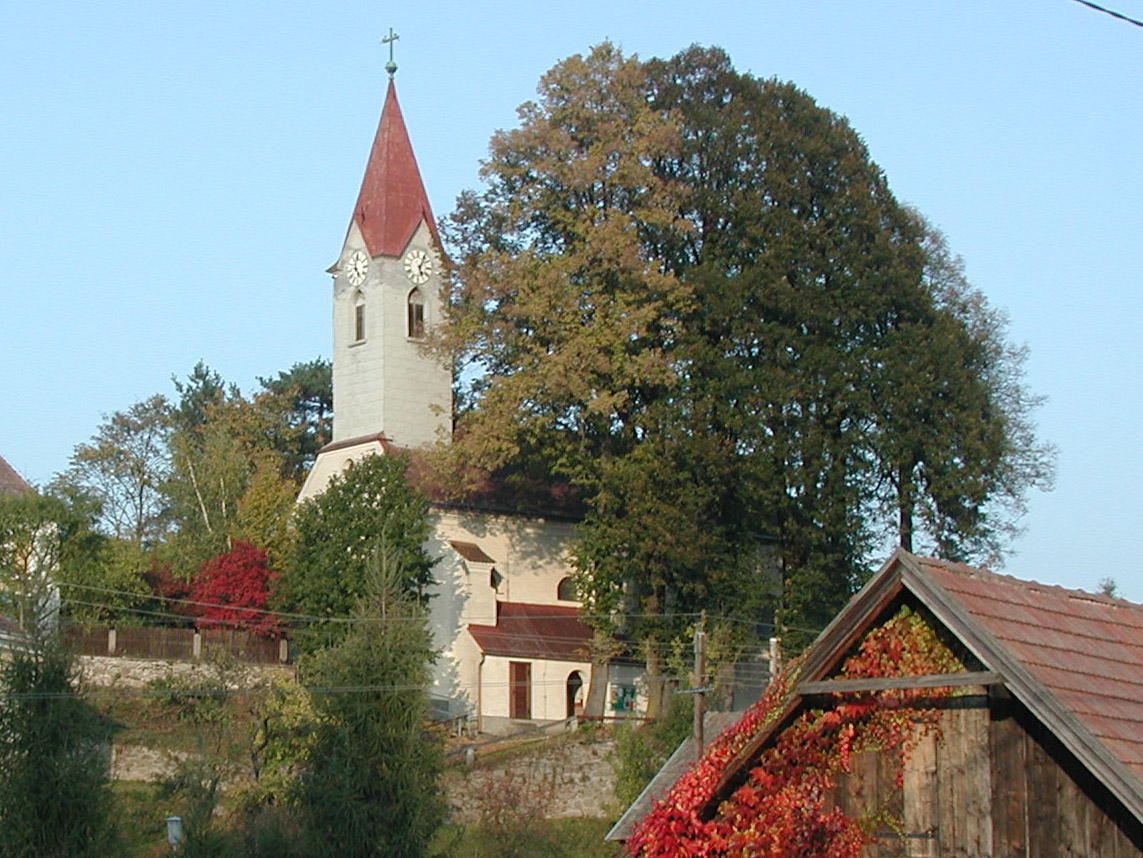
Kostel v Siebenlinden
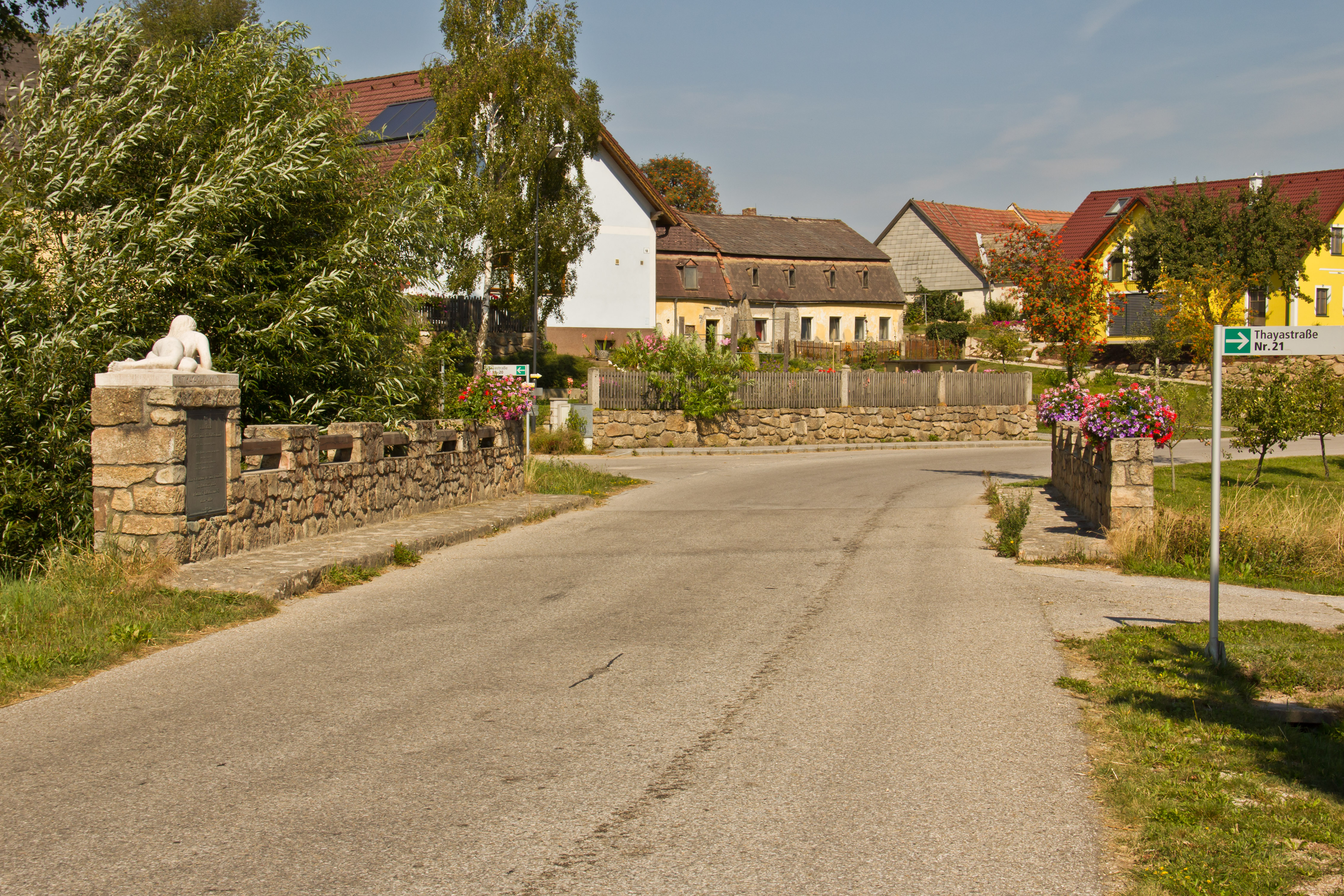
Most přes Rakouskou Dyji
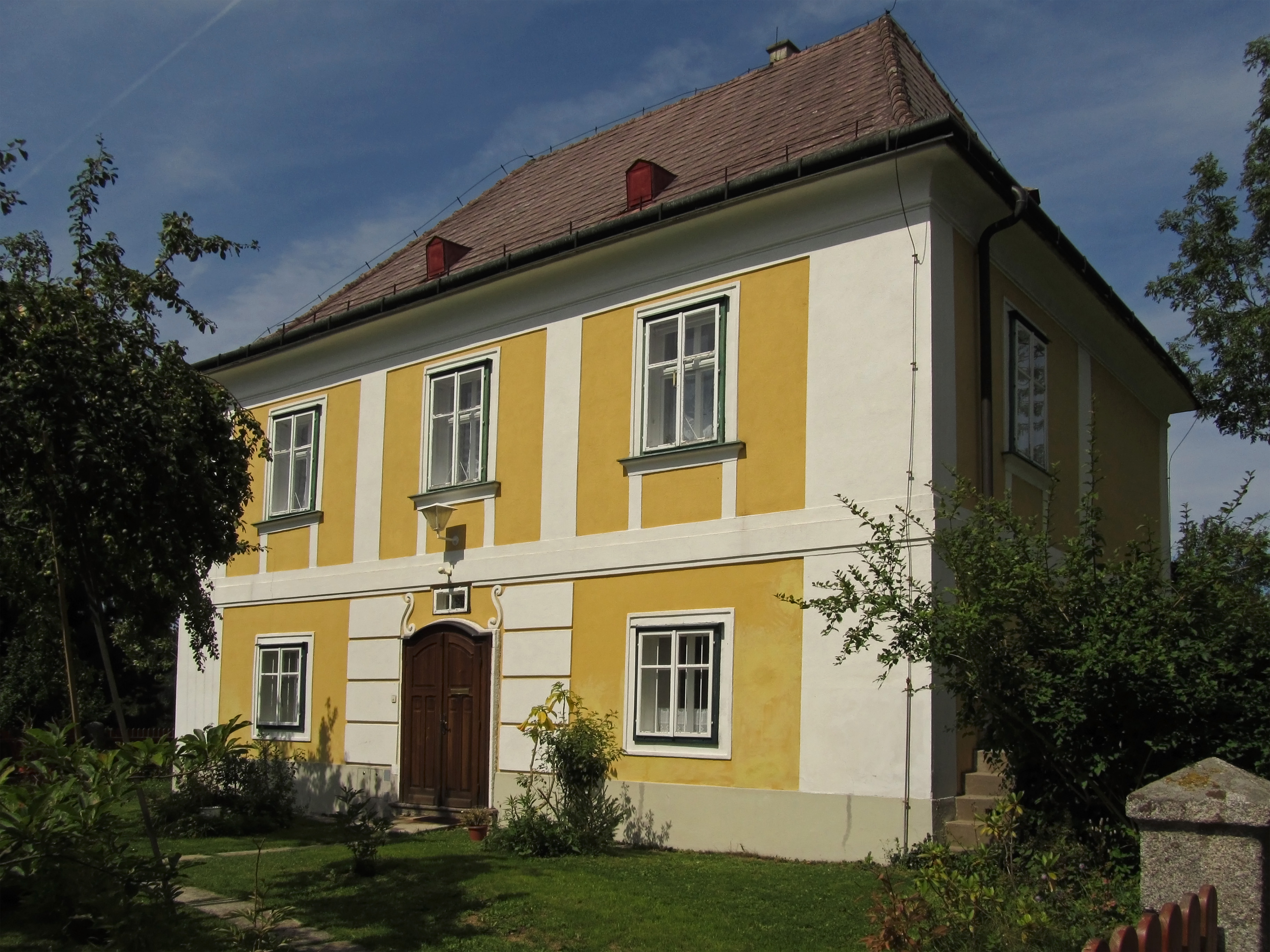
Fara v Siebenlinden